# Arkadiusz Liss
Arkadiusz Liss (ur. 12 stycznia 1908 w Dzierżążnie k. Tczewa, zm. 9 czerwca 1974 w Chojnicach) – polski duchowny katolicki, kanonik, prałat, doktor teologii, prezbiter rzymskokatolicki diecezji pelplińskiej, delegat biskupi, proboszcz parafii Ścięcia św. Jana Chrzciciela w Chojnicach.  

## Życiorys
Pochodził z rodziny rolniczej, był synem Szymona i Klary z domu Piontek. Do szkoły powszechnej uczęszczał w rodzinnym Dzierżążnie. W latach 1918–1925 uczył się w pelplińskim Collegium Marianum. W 1927 r. zdał maturę w Starogardzie Gdańskim. Po święceniach kapłańskich, które otrzymał 19 grudnia 1931 r. z rąk bp. Stanisława Wojciecha Okoniewskiego, był wikariuszem w Tucholi, a następnie dyrektorem oddziału "Caritas" w Grudziądzu i kierownikiem szkoły prywatnej im. Jana Bosko. W 1934 zorganizował w Grudziądzu dom noclegowy dla bezdomnej młodzieży (na 23 łóżka), redagował także dwutygodnik "Caritas". Później został generalnym sekretarzem związku "Caritas" diecezji chełmińskiej (do 1935 w Grudziądzu, następnie w Pelplinie) oraz członkiem zarządu ogólnopolskiego "Caritas". Zasłużył się zorganizowaniem w Pelplinie kongresu miłosierdzia 3 czerwca 1936, z udziałem przeszło sześciuset osób, na którym wytyczano plany działania Caritas na najbliższe lata. 
W latach 1934–1937 studiował eksternistycznie na Uniwersytecie Jana Kazimierza we Lwowie, uzyskując magisterium teologii na podstawie pracy Włóczęgostwo i żebractwo jako problem społeczny. W czasie okupacji hitlerowskiej przebywał w Warszawie i tam był kapelanem sióstr skrytek. Po wojnie pełnił funkcję administratora bazyliki św. Janów w Toruniu. Od 15 stycznia 1947 do końca życia był proboszczem parafii Ścięcia  św. Jana Chrzciciela w Chojnicach, będąc równocześnie dziekanem dekanatu Chojnice. W 1952 r. został mianowany kanonikiem honorowym Kapituły Katedralnej Chełmińskiej w Pelplinie, a w 1953 r. został delegatem biskupim. W 1954 r. uzyskał stopień doktora teologii na Uniwersytecie Jagiellońskim w Krakowie (na podstawie pracy Grzegorz Wielki jako autor i reformator Sakramentarza Gregoriańskiego). W 1970 r. został mianowany prałatem honorowym Jego Świętobliwości. 
Jego zasługą jest dzieło odbudowy i odnowy średniowiecznej chojnickiej fary, zniszczonej i zdewastowaniem w czasie działań wojennych w 1945 r., a także uruchomienie w 1951 r. nowego kościoła filialnego w Charzykowach k. Chojnic. Podczas sprawowania przez niego rządów proboszcza chojnicki kościół farny otrzymał nową konstrukcję dachową. Przebudowana została zakrystia i kaplica NMP, która otrzymała nowy ołtarz rzeźbiony w piaskowcu. Wnętrze kościoła otrzymało stylowe otynkowanie, polichromię ścienną oraz nowy chór i organy. 
Był wieloletnim publicystą prasy katolickiej, ogłosił m.in. na łamach "Miesięcznika Diecezji Chełmińskiej" artykuły dotyczące Caritas: Duch czasu a nasza "Caritas" (1936, nr 8), Ostatnie dziesięć lat pracy charytatywnej w diecezji chełmińskiej (1936, nr 8), Praca charytatywna w diecezji chełmińskiej (1937, nr 9).
Zmarł 9 czerwca 1974 w Chojnicach. Pochowany został na miejscowym cmentarzu komunalnym.